# A kínai kapcsolat
A kínai kapcsolat (Kínaiul: 中国 推销员, angolul: China Salesman) 2017-ben bemutatott kínai akciófilm, melynek rendezője és Scott Salter közösen forgatókönyvírója Tan Bing. A főszereplők Li Dongxue, Mike Tyson és Steven Seagal.
Kínában 2017. június 16-án mutatták be, Magyarországon DVD-n jelent meg 2018 novemberében.

## Cselekmény
Egy fiatal kínai IT-mérnök, Jan Yian felfedez egy összeesküvést, és ő az egyetlen, aki megállíthatja, dicsőséget szerezve Kínának. A cége nevében Észak-Afrikába készül, hogy megnyerje a versenyt, melynek nyertese nagy hatalomra tehet szert. Azonban egy férfi, Kabbah (Mike Tyson) a főnöke, Michael parancsára engedelmeskedik, s azon van, hogy végezzen kínaival és az őket körülvevő arabokkal. Yian bebizonyítja Kabbah-nak, hogy Michael megölte az Asaid sejket, aki az országa népességéért felelt. A férfi ezért megöli Michaelt egy rácsatolt plasztikbombát aktiválva, majd végül saját magát is hibáztatva egyes dolgokért, pisztollyal fejbe lövi magát.
Jan Yian-t okirathamisításért és a 3G forráskód illegális kiadásáért letartoztatják. Két napra rá szabadon bocsátják. Később visszatér Afrikába, hogy az ország mobiltávközlés-i piacát fejlessze. A 3G forráskód nyilvánosságra hozatala a globális mobiltávközlés fejlődését is fellendíti. A DH nem sokkal ezután megnyeri a szellemi tulajdon jogi pert, és pár évvel később világszínvonalú transznacionális vállalat lesz a távközlés világában.

## Szereplők
| Szereplő   | Színész             | Magyar hang         |
| ---------- | ------------------- | ------------------- |
| Yan Jian   | Li Dongxue          | Fehér Tibor         |
| Susanna    | Janicke Askevold    | Németh Kriszta      |
| Kabbah     | Mike Tyson          | Schneider Zoltán    |
| Lauder     | Steven Seagal       | Rosta Sándor        |
| Ruan Ling  | Li Ai               | ?                   |
| Asaid sejk | Eriq Ebouaney       | Petridisz Hrisztosz |
| Michael    | Clovis Fouin        | Dányi Krisztián     |
| Philip     | Marc Philip Goodman | Hamvas Dániel       |
| Elnök      | Alexandre Boumbou   | Bolla Róbert        |

## Fordítás
- Ez a szócikk részben vagy egészben  a   China Salesman című angol Wikipédia-szócikk fordításán alapul.  Az eredeti cikk szerkesztőit annak laptörténete sorolja fel. Ez a jelzés csupán a megfogalmazás eredetét és a szerzői jogokat jelzi, nem szolgál a cikkben szereplő információk forrásmegjelöléseként.